# لارون مارکو
لارون مارکو نام یک کتاب ادبی است که توسط الکساندر دوما، نویسندهٔ اهل فرانسه نوشته شده‌است.